# Устойчивость Солнечной системы
Задача оценки устойчивости Солнечной системы — одна из старейших качественных задач небесной механики. В рамках ньютоновой теории тяготения система двух тел стабильна, но уже в системе трёх тел возможно движение, приводящее, например, к выбрасыванию одного из тел системы. Помимо этого, планеты Солнечной системы имеют конечные размеры и могут сталкиваться между собой при близком прохождении. Современный анализ показывает, что Солнечная система, вероятно, стабильна относительно выброса планет, но нестабильна относительно их столкновений, однако характерное время столкновений планет сопоставимо с возрастом Солнечной системы. Частичным подтверждением этого вывода являются данные палеореконструкции климата и продолжительности года на Земле по геологическим и палеонтологическим данным.
В рамках общей теории относительности из-за гравитационного излучения система любого количества тел в конце концов соберётся в одно единое тело. Однако характерное время такого слияния в случае Солнечной системы на много порядков превышает её возраст (см. Временная шкала далёкого будущего). Кроме того, эффект уменьшения больших полуосей орбит планет из-за гравитационного излучения нивелируется их увеличением из-за уменьшения массы Солнца.

## Обзор и история проблемы
Задача расчёта поведения системы гравитационно взаимодействующих тел, если их количество больше двух, в общем случае не имеет аналитического решения, то есть нет такой формулы, в которую можно подставить время и получить координаты тел (см. Задача трёх тел). Основные направления, в которых можно исследовать системы трёх и более тел — это получение решений численными методами и изучение устойчивости движения. Движение считается неустойчивым, если близкие траектории со временем расходятся сколь угодно далеко (см. Устойчивость по Ляпунову).
Проблема устойчивости Солнечной системы начала интересовать учёных сразу после открытия закона всемирного тяготения. Первое исследование в этой области принадлежит автору термина «небесная механика»
Пьеру Лапласу. В 1773 году он доказал теорему примерно следующего содержания: «если движение планет происходит в одном направлении, их массы одного порядка, эксцентриситеты и наклоны малы, а большие полуоси испытывают лишь небольшие колебания относительно среднего положения, то эксцентриситеты и наклоны орбит будут оставаться малыми на рассматриваемом интервале». То есть при указанных, крайне ограничительных условиях, Солнечная система была бы стабильной.
Другая значительная попытка доказать устойчивость или неустойчивость Солнечной системы была предпринята А. Н. Колмогоровым, В. И. Арнольдом и Ю. Мозером в 60-х годах XX века (так называемая КАМ-теория). Ими была доказана теорема примерно следующего содержания: «если массы планет достаточно малы, эксцентриситеты и наклоны орбит малы, то для большинства начальных условий (исключая резонансные и близкие к ним) движение будет условно-периодическим, эксцентриситеты и наклоны будут оставаться малыми, а большие полуоси будут вечно колебаться вблизи своих первоначальных значений». В солнечной системе есть резонансы, и теорема относится только к системе трёх тел.
Позднее значительный вклад в развитие КАМ-теории внесли и другие математики, в частности, Н. Н. Нехорошев.

## Резонансы Солнечной системы
Самый простой резонанс возникает, если отношение периодов обращения двух планет в Солнечной системе равно отношению двух небольших целых чисел. В результате резонанса планеты могут передавать друг другу заметные количества момента вращения. Некоторые из известных приближений к резонансам: Нептун и Плутон, периоды обращения которых относятся почти как 3:2, система Юпитер-Сатурн (приближение к 2:5) и резонанс между Меркурием и Юпитером, у которых близки друг к другу периоды прецессии перигелия. Известны также и резонансы в системе спутников Юпитера, Сатурна и Урана, среди которых есть и тройные (участвуют три небесных тела). Среди них: Ио-Европа-Ганимед (спутники Юпитера), Миранда-Ариэль-Умбриэль (спутники Урана). В общем случае в нелинейной системе, согласно решению методом возмущений, резонанс возникает при выполнении соотношения:
Σ m(j)ω(j) = 0,
где m(j) — целые числа, ω(j) — частота (вращения, обращения, ...) j тела системы, j = 1, 2, ..., n. В случае простого резонанса n = 2, тройного — n = 3 и т.д.

## Численные решения для внешних планет
В 90-х годах проводились численные расчёты поведения внешних планет Солнечной системы на интервале времени
порядка миллиардов лет. Результаты разных исследователей были противоречивы и показывали как хаотическое, так и регулярное движение планет. Хаотическое движение здесь не означает заметное изменение орбит. Она означает лишь, что нельзя предсказать положение планеты на орбите через интервал времени, больший некоторого предела. Более поздний анализ этих данных показал, что варьированием начальных условий в пределах погрешностей наблюдения можно получать как хаотическое, так и регулярное движение с использованием одного и того же метода. Так что нельзя сказать, какой характер имеет движение внешних планет Солнечной системы.

## Численные решения для всех планет
Для внутренних планет численные расчеты дают хаотичность их положения на орбите. Кроме того, особой проблемой является Меркурий, который, резонансно взаимодействуя с Юпитером, может существенно изменять свою орбиту.
В одном из последних исследований моделирование проводилось на интервале времени порядка миллиардов лет и рассчитывалось 2500 вариантов с орбитой Меркурия, изменяющейся с шагом 0,38 мм (в настоящий момент погрешность её измерений порядка метров).
Среди этих вариантов обнаружено 20 решений, где орбита Меркурия приобретает достаточный эксцентриситет для
пересечения орбит Венеры, Земли и Марса. Среди этих орбит есть такие, что Меркурий падает на Солнце, сталкивается с другими внутренними планетами, либо дестабилизирует их орбиты так, что они сами сталкиваются друг с другом.